# Třebelovice
Třebelovice è un comune ceco situato nel distretto di Třebíč, nella regione di Vysočina.